# Olaf Andreas Gulbransson

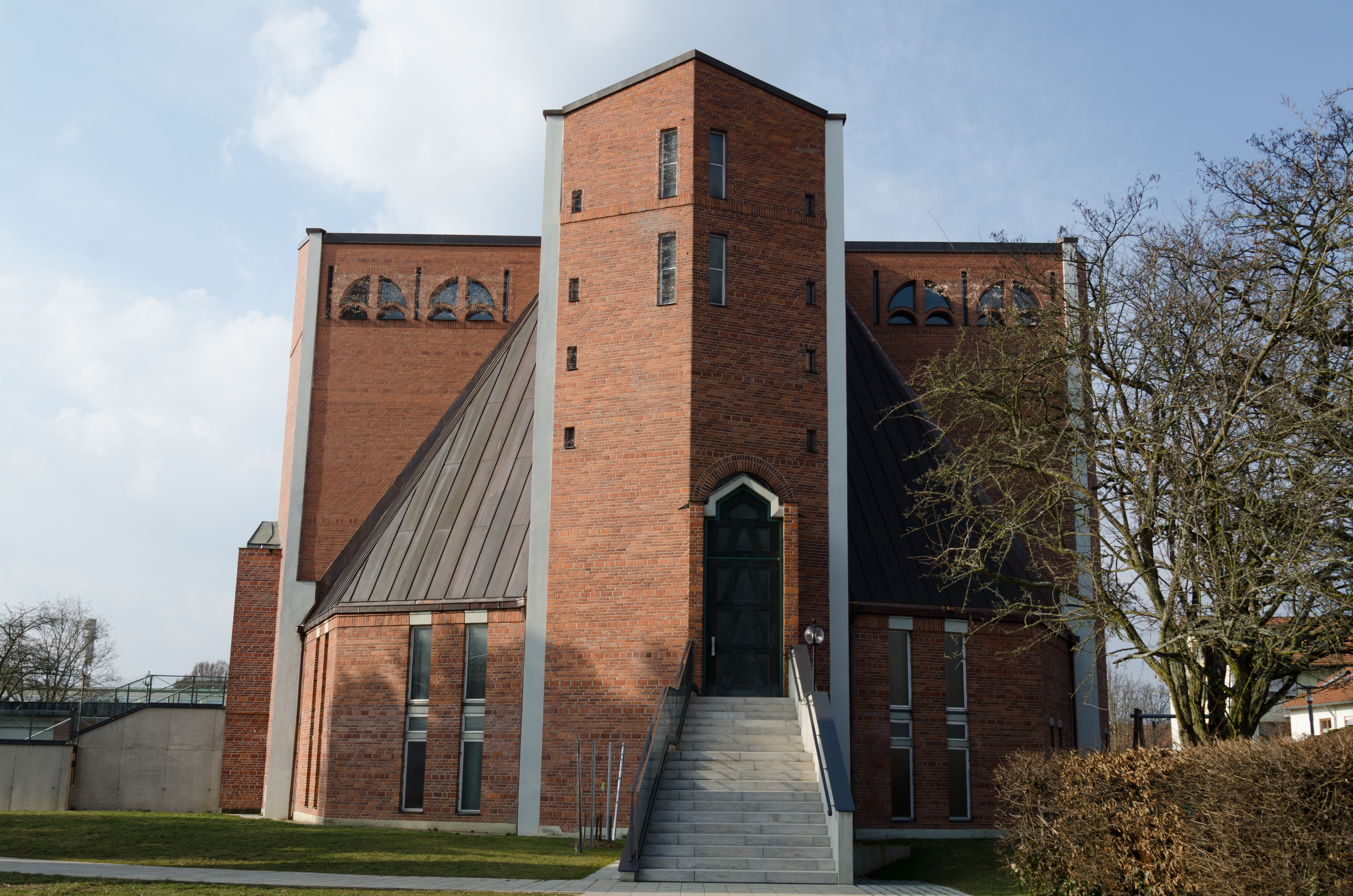
Auferstehungskirche Schweinfurt (1955)

Olaf Andreas Gulbransson (* 23. Januar 1916 in München; † 18. Juli 1961) war ein deutscher Architekt.

## Leben
Olaf Andreas Gulbransson war der Sohn des aus Norwegen stammenden Zeichners und Malers Olaf Gulbransson (1873–1958) und der Schriftstellerin Grete Gulbransson geb. Jehly (1882–1934). Er wuchs in München, Norwegen und am Tegernsee auf.
Von 1935 bis 1939 studierte er an der Technischen Hochschule München Architektur unter anderem bei Adolf Abel, Hermann Buchert und Hans Döllgast. 1939 heiratete er die Weberin Inger Jansen, die später häufig die Paramente für seine Kirchenbauten anfertigte. Nach dem Zweiten Weltkrieg war er einige Zeit als Regierungsbaumeister (Assessor) in der Obersten Baubehörde des Münchener Innenministeriums und in der Werbeabteilung der Firma Agfa tätig. Seit 1953 schuf er als freier Architekt vor allem in Bayern eine Vielzahl richtungweisender evangelischer Kirchenbauten, von denen neun zu seinen Lebzeiten fertiggestellt waren. Postum konnten weitere 18 im Bau oder in Planung befindliche Gulbransson-Bauten von Gulbranssons Mitarbeiter Karl H. Schwabenbauer fertiggestellt werden.
Am 18. Juli 1961 erlag der 45-jährige Gulbransson seinen bei einem unverschuldeten Autounfall am Vortag zugezogenen Verletzungen auf der heutigen Autobahn A9 zwischen Pfaffenhofen und der Holledau. Er wurde auf dem Friedhof der von ihm entworfenen Auferstehungskirche in Rottach-Egern beerdigt, wo auch sein Vater begraben ist.

## Werk
Prägend für das Werk Gulbranssons ist eine offene Zeltarchitektur, das Spiel mit geometrischen Grundformen, sowie die zentrale Anordnung von Altar, Kanzel und Taufbecken. Das Zelt steht für das „Zu-Gast-Sein“ des Menschen auf der Erde und erinnert an das Stiftszelt des Alten Testaments. In Gulbranssons Kirchenräumen sind Pfarrer und Gemeinde einander meist in einem offenen Kreis zugeordnet – so, wie sich natürlicherweise eine Gruppe von Hörern um den Redner bildet.

### Kirchen: Neubauten

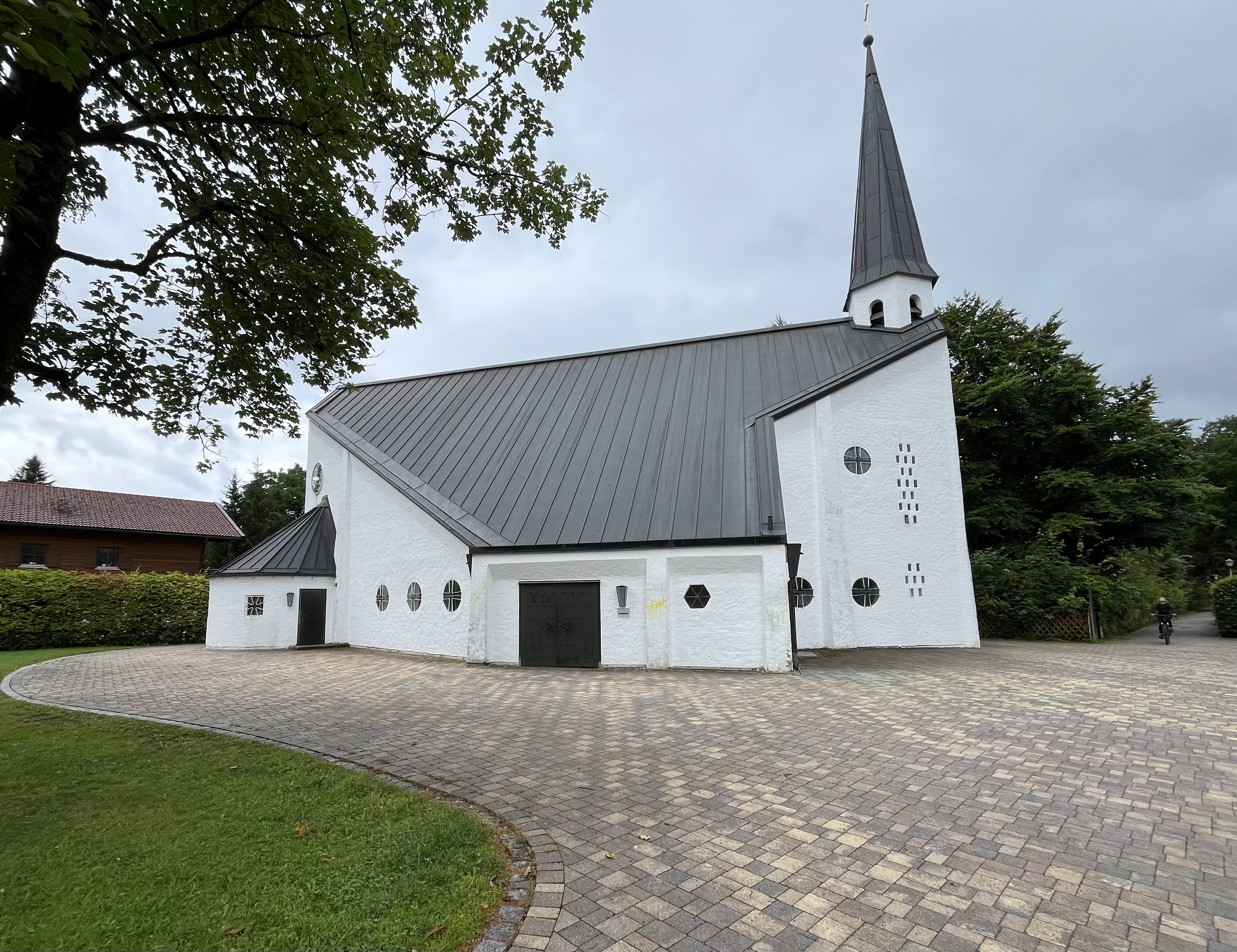
Auferstehungskirche Rottach-Egern (1955), Juli 2024

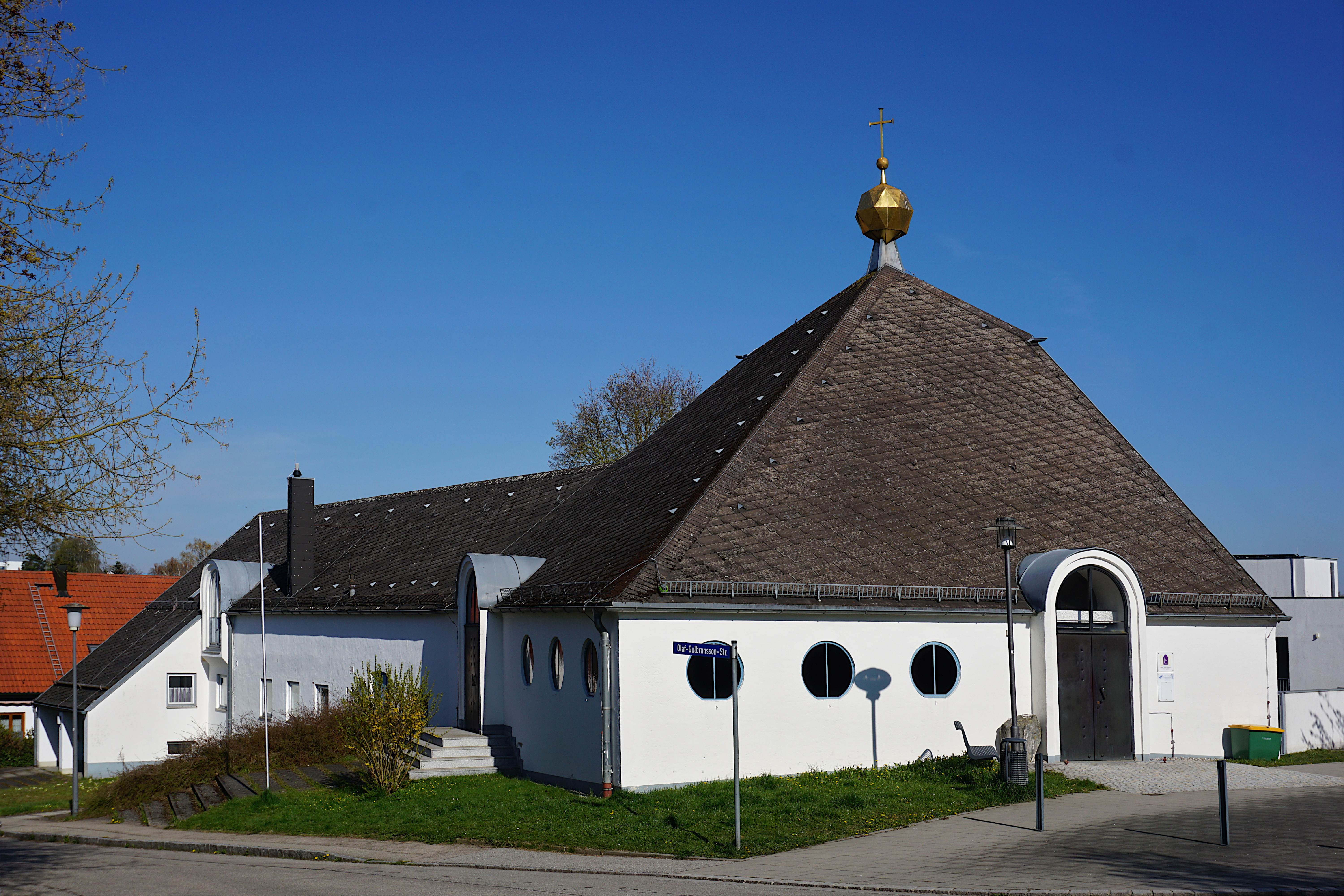
Johanneskirche in Taufkirchen (1956)

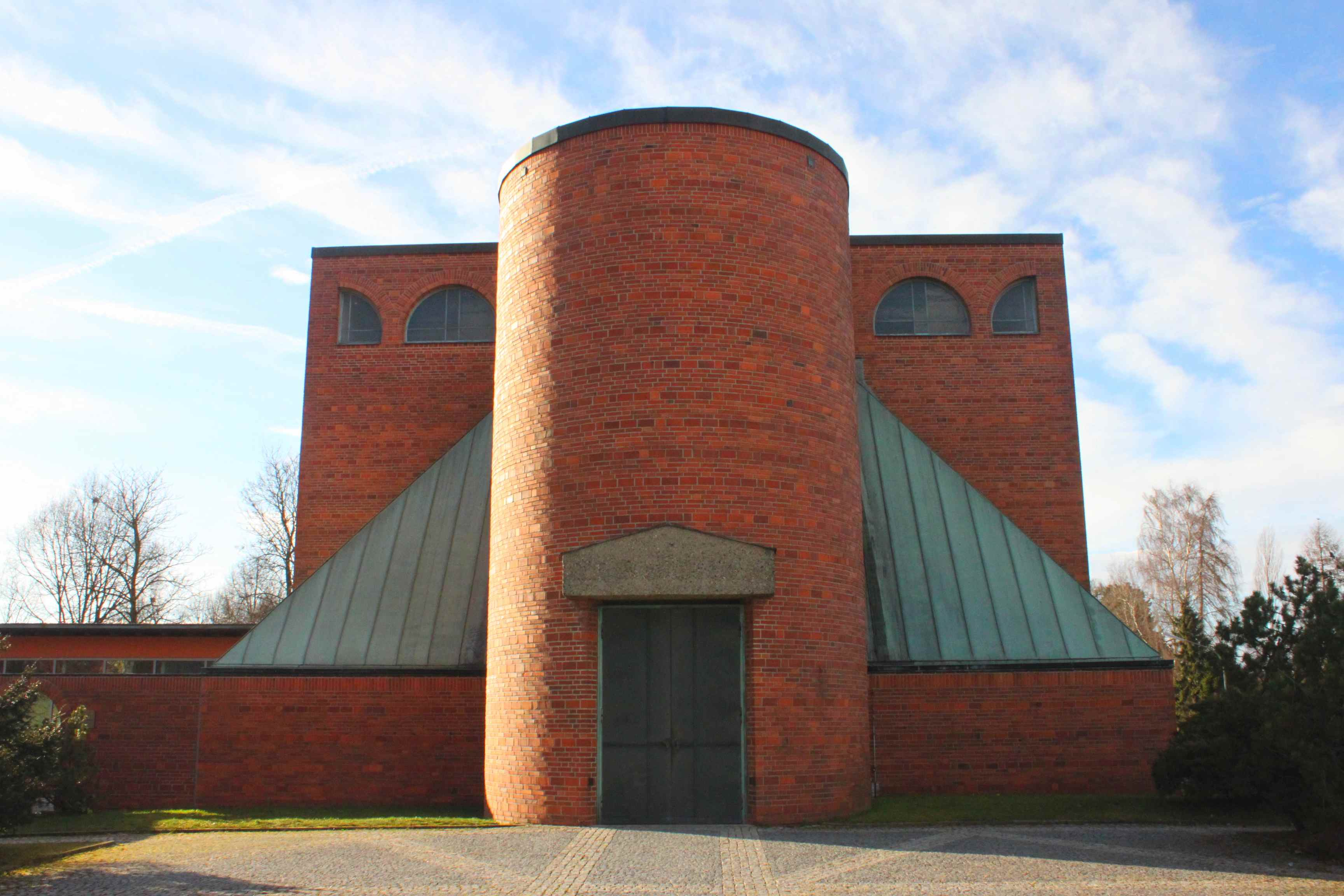
Kreuzkirche in Kulmbach (1962)

- 1953/1954: Lutherkirche in Pforzheim ⊙
- 1954: Christuskirche in Schliersee ⊙
- 1955: Auferstehungskirche in Rottach-Egern[2] ⊙
- 1956: Johanneskirche in Taufkirchen (Oberbayern)[3] ⊙
- 1956: Auferstehungskirche in Schwebheim (Unterfranken)[4] ⊙
- 1958: Friedenskirche in Manching, seit 1993 unter Denkmalschutz, gilt als eines der gelungensten Werke Gulbranssons[5] ⊙
- 1959: Auferstehungskirche in Schweinfurt, seit 2004 unter Denkmalschutz[6] ⊙
- 1961: Auferstehungskirche in Neufahrn bei Freising[7] ⊙
- 1961: Dreifaltigkeitskirche in Burgkirchen an der Alz[8] ⊙

Postum fertiggestellt

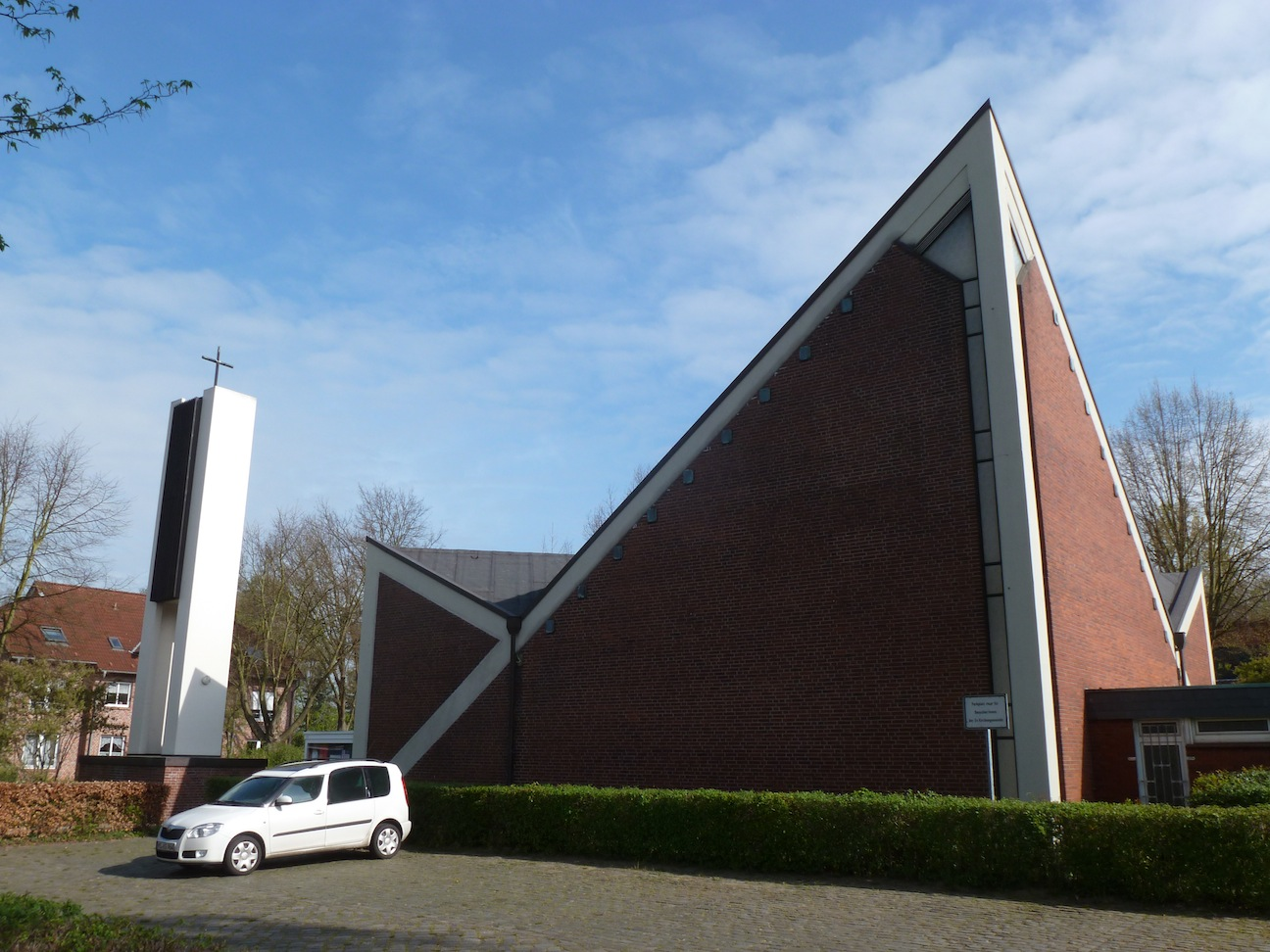
Martin-Luther-Kirche in Münster-Mecklenbeck (1967)

- 1961: St.-Thomas-Kirche in Augsburg-Kriegshaber ⊙
- 1961: Martinskirche in Hamburg-Rahlstedt[9][10] ⊙
- 1961: Markuskirche in Kelheim-Affecking[11] ⊙
- 1961: Erlöserkirche in Würzburg-Zellerau ⊙
- 1961: Erlöserkirche in Grainau bei Garmisch[12] ⊙
- 1962: Christuskirche in Bad Vilbel ⊙
- 1962: Lukaskirche in Kelheim (Bauernsiedlung), entwidmet 2016,[13] seit 2017 unter Denkmalschutz,[14] wird seit 2021 nach einer behutsamen Umgestaltung des Innenraums als exklusive Ferienwohnung vermietet[15] ⊙
- 1962: Christuskirche in Steinen bei Lörrach ⊙
- 1962: Kreuzkirche in Kulmbach ⊙
- 1962: St.-Michael-Kirche in Hammelburg ⊙
- 1963: Immanuelkirche in Kassel-Forstfeld ⊙
- 1963: Versöhnungskirche in Ulm-Wiblingen[16][17] ⊙
- 1963: Kreuzkirche in Nürnberg-Schweinau[18] ⊙
- 1964: Christophoruskirche in Göttingen-Weende[19] ⊙
- 1964: Auferstehungskirche in Oberviechtach ⊙
- 1965: Christuskirche in Hofheim in Unterfranken ⊙
- 1965: Dreifaltigkeitskirche in Hohenlockstedt ⊙
- 1966: Auferstehungskirche in Oststeinbek[20] ⊙
- 1967: Martin-Luther-Kirche in Münster-Mecklenbeck ⊙

### Kirchen: Erweiterungen, Umbauten, Renovierungen
- 1953: St. Salvator in Schweinfurt
- 1957: Auferstehungskirche in Poppenlauer
- 1959: ev. Kirche in Babenhausen
- 1959: St. Anna in Augsburg
- 1960: ev. Krankenhauskapelle in Ingolstadt
- 1962: St. Matthäus in Ingolstadt
- 1963: Lutherkirche in Würzburg-Wittelsbach
- 1959–1965: Erweiterung der Friedenskirche in Aschau im Chiemgau[21] ⊙

### Profanbauten
- 1959: Auditorium, Evangelische Akademie Tutzing
- 1965: ev. Kindergarten in Sonthofen (Erweiterung)
- Einfamilienhaus Hütz in München-Bogenhausen
- Einfamilienhaus für Peter Bamm in Baden-Baden

## Bilder

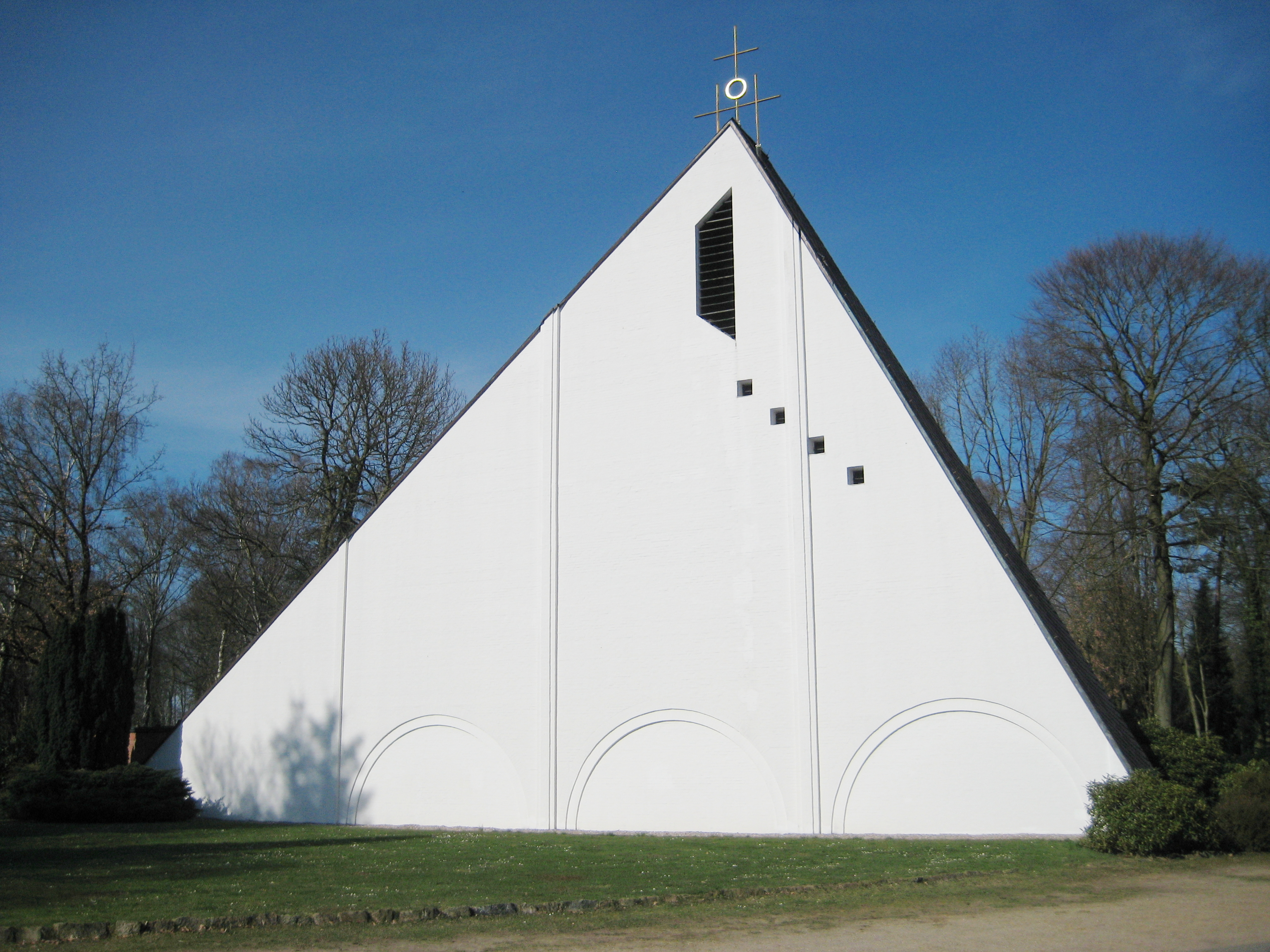
Dreifaltigkeitskirche Hohenlockstedt
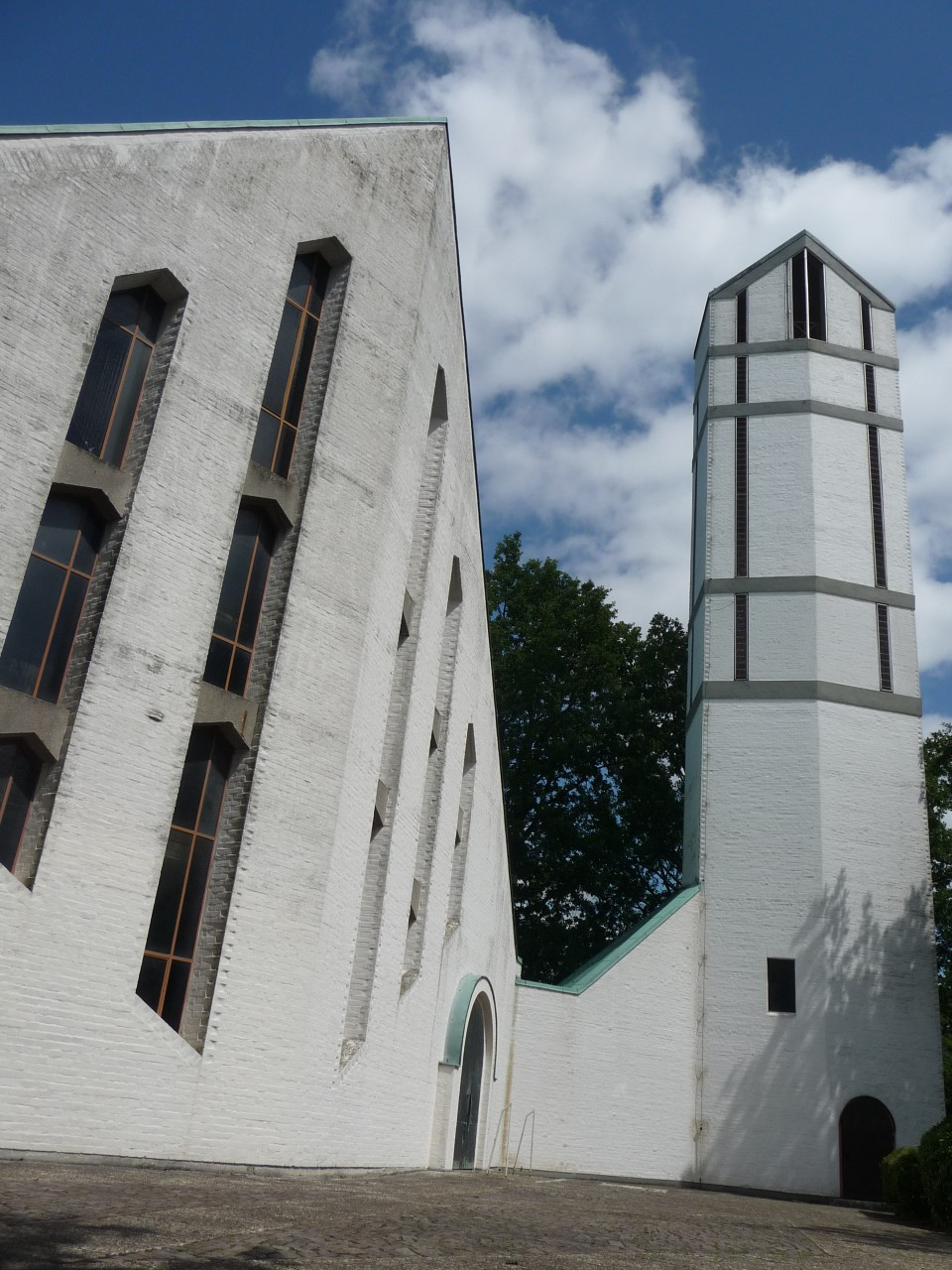
Martinskirche Hamburg-Rahlstedt
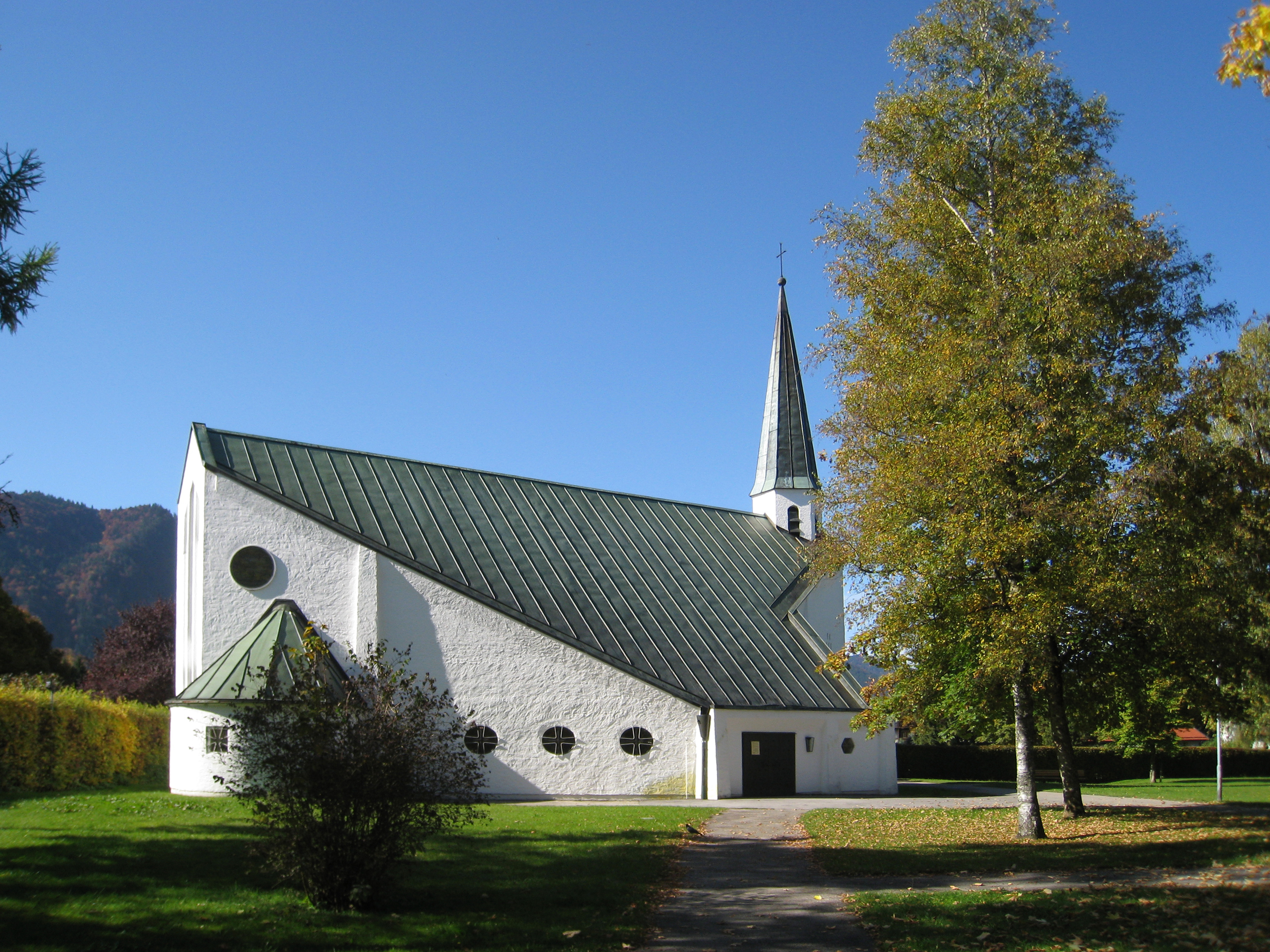
Auferstehungskirche Rottach-Egern
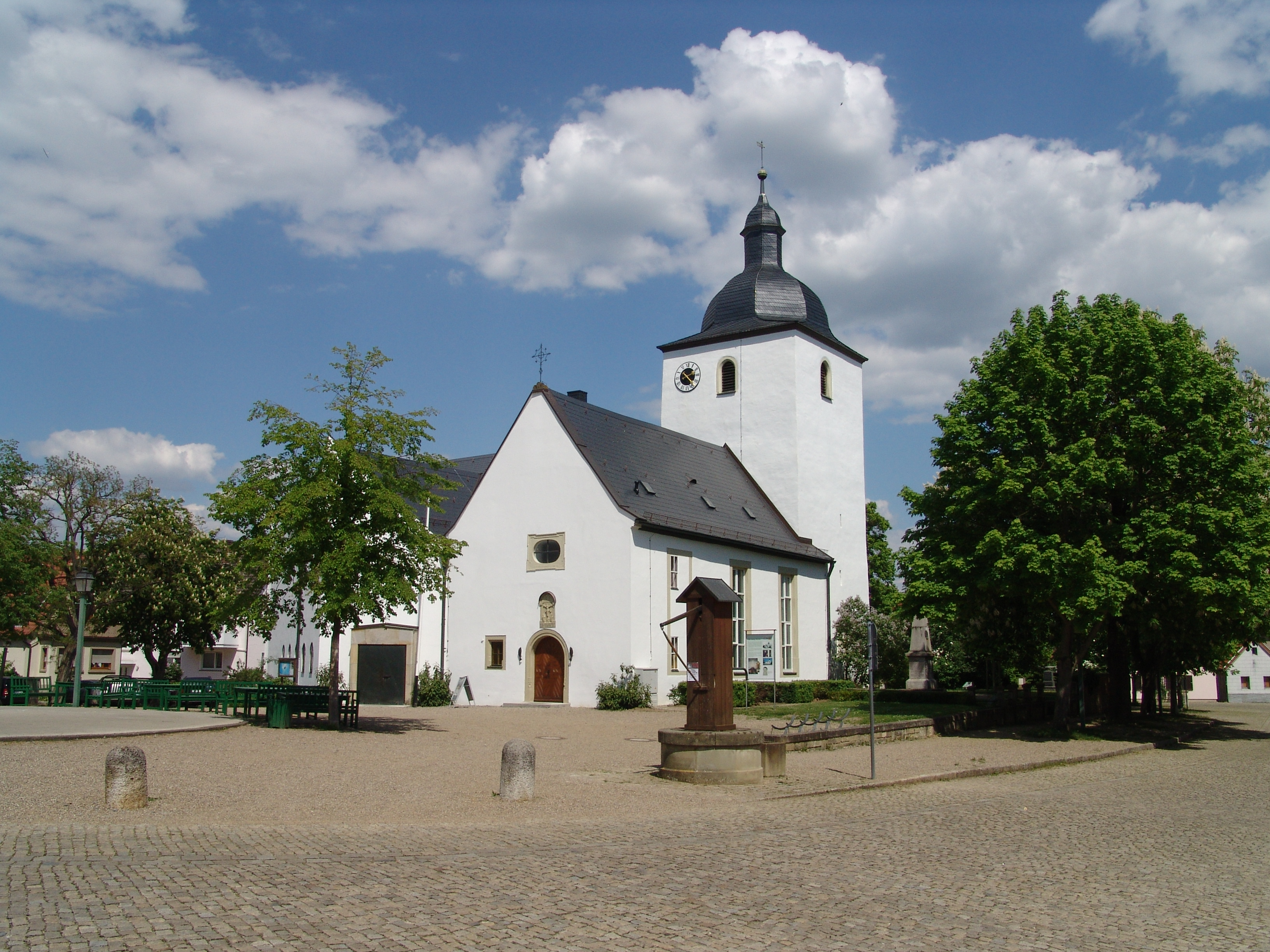
Auferstehungskirche Schwebheim
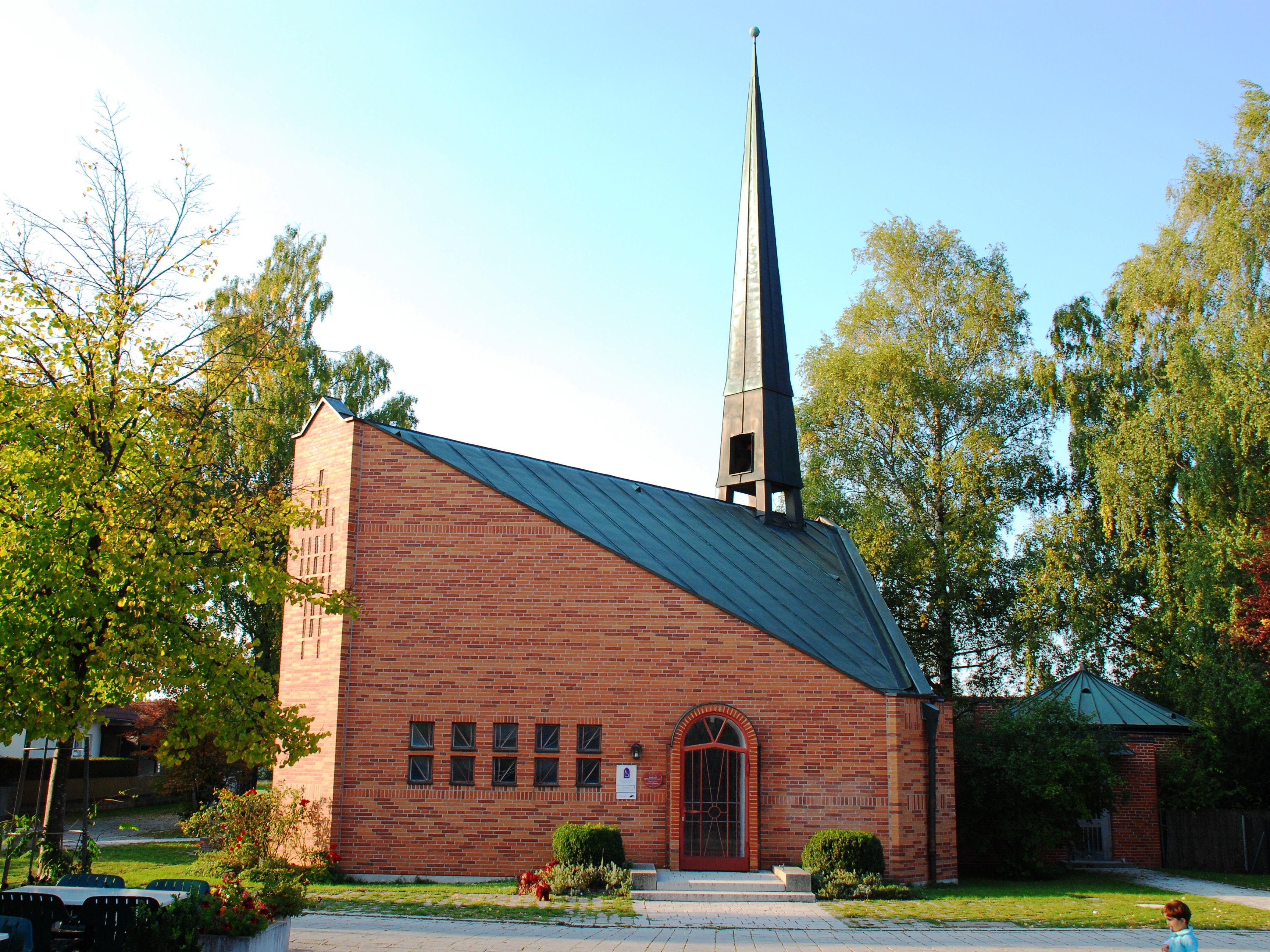
Auferstehungskirche Neufahrn
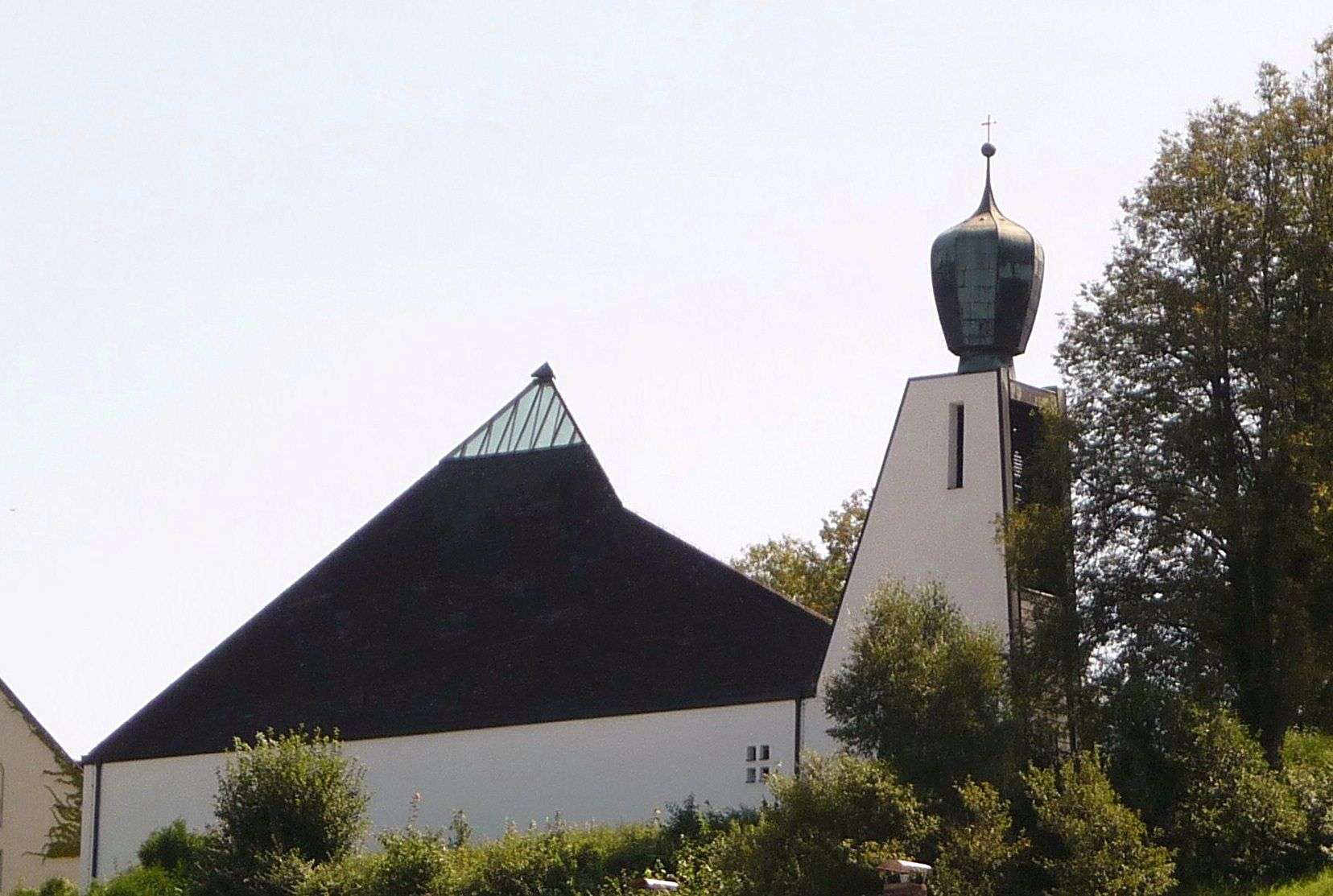
Dreifaltigkeitskirche Burgkirchen an der Alz
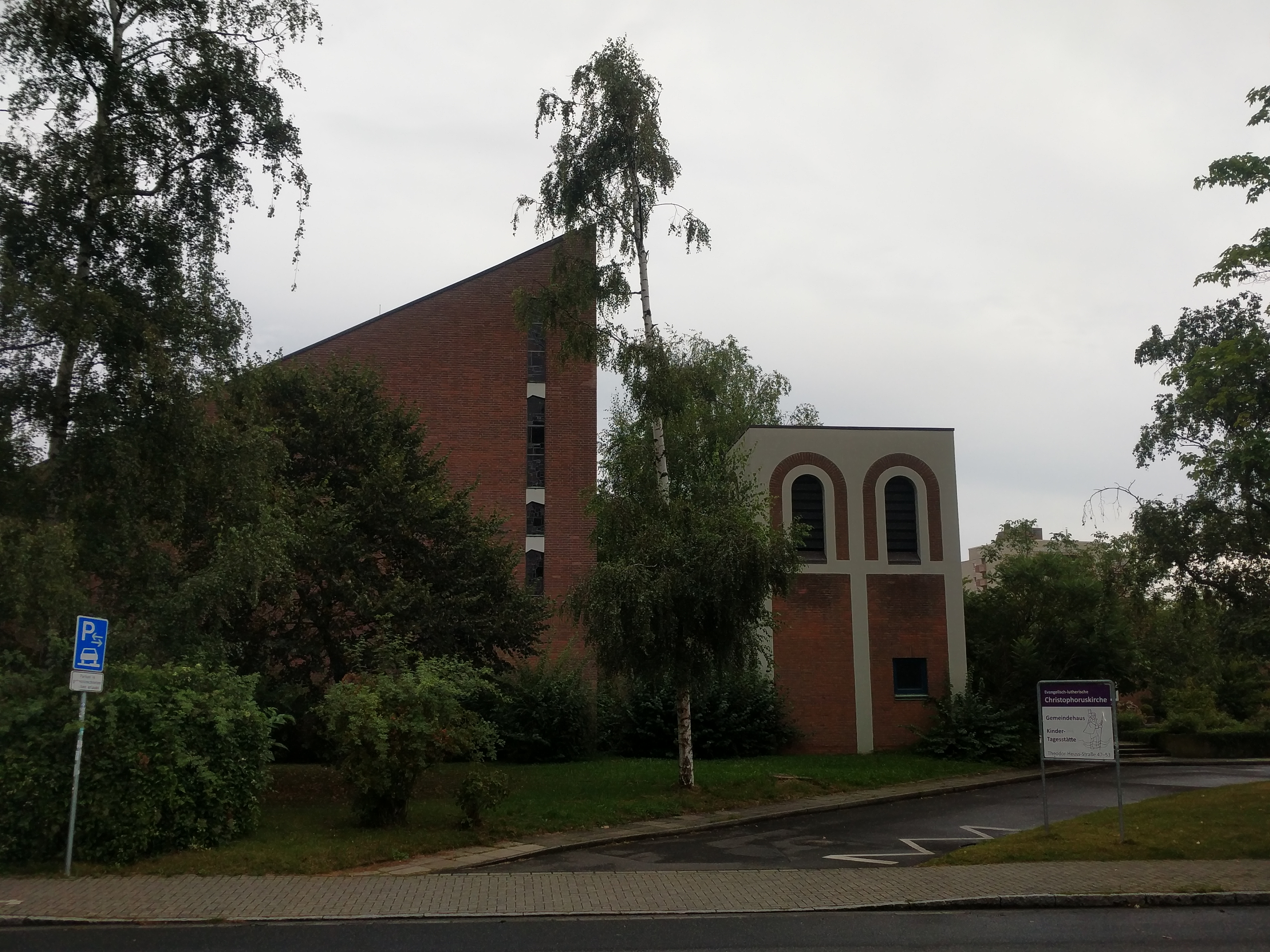
Christophoruskirche Göttingen-Weende
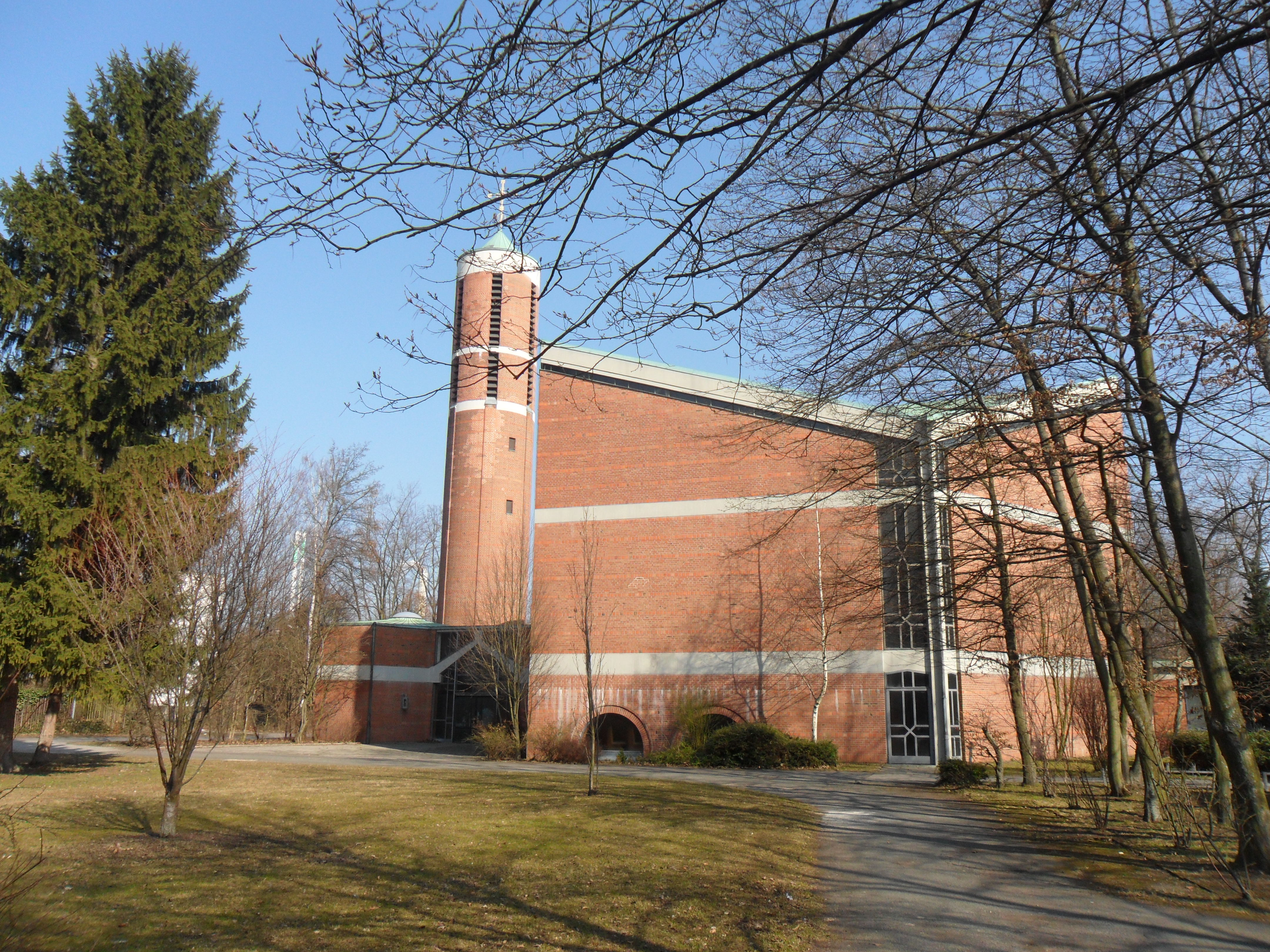
Kreuzkirche in Nürnberg-Schweinau